# Brandy Ledford
Brandy Lee Ledford, conosciuta anche come Jisel (Denver, 4 febbraio 1969), è un'attrice e modella statunitense.

## Biografia
Ha interpretato il ruolo di Doyle nella serie televisiva Andromeda. Compare nella decima stagione di Baywatch (Baywatch Hawaii) nel ruolo di Dawn Masterton e nella serie fantascientifica Invisible Man.

## Filmografia parziale

### Cinema
- Demolition Man, regia di Marco Brambilla (1993)
- Rat Race, regia di Jerry Zucker (2001)

### Televisione
- Baywatch – serie TV, 22 episodi (1999–2000)
- Invisible Man (The Invisible Man) – serie TV, 17 episodi (2001–2002)
- Smallville – serie TV, episodio 1x16 (2002)
- Stargate SG-1 – serie TV, episodio 8x10 (2004)
- Andromeda – serie TV, 20 episodi (2004–2005)
- Modern Family – serie TV, episodio 1x02 (2009)

## Doppiatrici italiane
- Roberta Greganti in Baywatch
- Daniela Calò in Andromeda
- Alessia Rubini in Modern Family